# Yamina
Pour les articles homonymes, voir Yamina (prénom).
Yamina (en hébreu : ימינה, littéralement « Droite » ou « vers la droite ») est un parti politique israélien classé à l'extrême droite,, fondé par Naftali Bennett en 2019, coalisant à l'origine la Nouvelle Droite et l'Union des partis de droite réunissant le Foyer juif et le Parti sioniste religieux.

## Histoire
La liste est créée avant les élections législatives israéliennes de septembre 2019, au cours desquelles Yamina obtient sept sièges à la Knesset. L'alliance devait se scinder le 6 octobre entre la Nouvelle Droite et l'Union des partis de droite, même si l'alliance continuera à négocier en un seul bloc après les élections pour la constitution d'un gouvernement. La réunion du 6 octobre a été reportée, certains citant des désaccords pour savoir si la coalition devrait être dissoute, tandis que d'autres l'ont qualifiée de « technique ». L'alliance est officiellement dissoute le 10 octobre 2019, mais s'est reformée le 15 janvier 2020 à l'approche des élections législatives israéliennes de 2020. Elle n'inclut désormais que la Nouvelle Droite, tandis que Le Foyer juif l'a quitté le 14 juillet 2020 et le Parti sioniste religieux le 20 janvier 2021.

## Idéologie
Le parti a été fondé par Naftali Bennett afin de réunir l'ensemble de la mouvance coloniale radicale, tant laïque que religieuse. Il défend un nationalisme ethnique et un projet enraciné dans le culte de la « Terre ». Il revendique l’accélération de la colonisation israélienne et l’annexion d'une grande partie de la Cisjordanie sans donner de droits civiques aux Palestiniens qui y vivent, lesquels seraient soumis à un régime d'apartheid. 

## Composition

### Actuellement
| Partis | Partis          | Idéologie                                                | Positionnement politique | Chef            |
| ------ | --------------- | -------------------------------------------------------- | ------------------------ | --------------- |
|        | Nouvelle Droite | Sionisme, national-conservatisme, libéralisme économique | Droite à extrême droite  | Naftali Bennett |

### Anciennement
| Partis | Partis                    | Idéologie                                   | Positionnement politique | Chef             |
| ------ | ------------------------- | ------------------------------------------- | ------------------------ | ---------------- |
|        | Le Foyer juif (2019-2020) | Sionisme religieux, conservatisme religieux | Droite à extrême droite  | Rafi Peretz      |
|        | Résurrection (2019-2021)  | Sionisme religieux, ultranationalisme       | Droite à extrême droite  | Bezalel Smotrich |

## Résultats électoraux

### Élections législatives
| Élection | Chef de file    | Voix                  | %                     | Rang                  | Sièges  | Gouvernement        |
| -------- | --------------- | --------------------- | --------------------- | --------------------- | ------- | ------------------- |
| 09/2019  | Ayelet Shaked   | 260 655               | 5,87                  | 7e                    | 7 / 120 | Pas de gouvernement |
| 2020     | Naftali Bennett | 240 590               | 5,24                  | 8e                    | 6 / 120 | Opposition          |
| 2021     | Naftali Bennett | 273 836               | 6,21                  | 5e                    | 7 / 120 | Bennett-Lapid       |
| 2022     | Ayelet Shaked   | Associé au Foyer Juif | Associé au Foyer Juif | Associé au Foyer Juif | 0 / 120 | Extra-parlementaire |